# (7300) Yoshisada
(7300) Yoshisada (1992 YV2) – planetoida z grupy pasa głównego asteroid okrążająca Słońce w ciągu 4,52 lat w średniej odległości 2,73 j.a. Została odkryta 26 grudnia 1992 roku w Oohira przez Takeshi Uratę. Nazwa planetoidy została nadana na cześć japońskiego astronoma Yoshisady Shimizu, odkrywcy licznych asteroid.